# Campomanesia lundiana
Campomanesia lundiana är en myrtenväxtart som först beskrevs av Hjalmar Frederik Christian Kiaerskov, och fick sitt nu gällande namn av Joáo Rodrigues de Mattos. Campomanesia lundiana ingår i släktet Campomanesia och familjen myrtenväxter. IUCN kategoriserar arten globalt som utdöd. Inga underarter finns listade i Catalogue of Life.